# 第6軽機甲旅団 (フランス陸軍)
第6軽機甲旅団（だいろくけいきこうりょだん、6e brigade légère blindée：6e BLB）は、フランス陸軍の旅団のひとつ。CFT隷下の軽機甲旅団で司令部をガール県のニームに置く。
旅団は約7,500名の隊員で構成される。旅団は命令一下、速やかに地球規模で展開できるように軽装甲装輪車両化歩兵部隊で構成された、フランスが誇る緊急展開装甲部隊である。基となった部隊は湾岸戦争でも活躍した旧第6機甲師団で、1999年の改編で旅団となる。
第6軽機甲旅団は、同じ軽装甲装輪車両化歩兵旅団である第9海兵軽機甲旅団を始めとするフランス陸軍のほかの旅団と比較して外人部隊の比率が高いのも特徴であり、指揮下の6個連隊のうち半数の3個連隊（第1外人騎兵連隊、第2外人歩兵連隊、第1外人工兵連隊）が外人部隊である。
2016年6月20日以降、 第2機甲旅団および第11落下傘旅団とともに第3機甲師団の隷下部隊となっている。　

## 沿革
- 1990年：湾岸危機により急遽「ダゲ師団（フランス語版、英語版）」(Division Daguet，雄鹿師団の意)の一部隊としてサウジアラビアに派遣される。
- 1991年：湾岸戦争の地上戦に参加、最左翼を迂回しつつ南部イラク領内を突進した。
- 1999年：陸軍の改編で旅団となる。
- 2013年：マリ共和国で展開されたセルヴァル作戦に参加。
- 2016年：第3機甲師団の隷下部隊となる。

## 編制
- ニーム駐屯地（ガール県）
  - 旅団司令部及び同付中隊
- オランジュ駐屯地（ヴォクリューズ県）
  - 第1外人騎兵連隊
- ヴァランス駐屯地（ドローム県）
  - 第1スパッヒ連隊
- ニーム駐屯地（ガール県）
  - 第2外人歩兵連隊
- フレジュス駐屯地（ヴァール県）
  - 第21海兵歩兵連隊
- ドラギニャン駐屯地（ヴァール県）
  - 第3海兵砲兵連隊
- Laudun-l'Ardoise駐屯地（ガール県）
  - 第1外人工兵連隊